# Michelle Steel
Michelle Eunjoo Park Steel (* 21. Juni 1955 in Seoul, Südkorea) ist eine amerikanische Politikerin der Republikanischen Partei. Seit Januar 2021 bis Januar 2025 vertritt sie den 48. Distrikt des Bundesstaats Kalifornien im Repräsentantenhaus der Vereinigten Staaten.

## Werdegang
Steel kam in Südkoreas Hauptstadt Seoul zur Welt. Ihr Vater wurde in Shanghai als Sohn koreanischer Eltern geboren. Steel ging in Südkorea, Japan und den Vereinigten Staaten zur Schule und studierte an der Pepperdine University und der University of Southern California, wo sie mit einem Master of Business Administration abschloss. 1981 heiratete sie Shawn Steel, den späteren Vorsitzenden der Republikanischen Partei von Kalifornien. Sie spricht fließend Koreanisch und Japanisch.

## Politik
Infolge der Unruhen in Los Angeles 1992 begann Steel sich politisch zu engagieren.
2006 wurde sie in das California State Board of Equalization gewählt. 2014 wurde sie zum Mitglied des fünfköpfigen Orange County Board of Supervisors gewählt. Steel bewarb sich im Zuge der Wahl zum Repräsentantenhaus der Vereinigten Staaten 2020 um das Mandat des 48. Kongresswahlbezirkes des Bundesstaates Kalifornien und gewann die Wahl gegen Harley Rouda.
Die offene Primary (Vorwahl) für die Wahlen 2022, nunmehr für den 45. Wahlbezirk, am 7. Juni 2022 konnte sie mit 48,2 % gewinnen. Bei der allgemeinen Wahl trat sie am 8. November 2022 gegen Jay Chen von der Demokratischen Partei an. Sie entschied die Wahl mit rund 55 % der Stimmen für sich und war dadurch im Repräsentantenhaus des 118. Kongresses vertreten.[veraltet]
In der Kongresswahl 2024 konnte sie erheblich mehr Wahlspende ansammeln als ihr demokratischer Widersacher Derek Tran, ein vietnamnesischstämmiger  Rechtsanwalt und Veteran. Außerdem hatte sich Donald Trump für Steele ausgesprochen, während Bill Clinton mit Tran aufgetreten war. Tran schlug Steele knapp mit Angriffen auf ihre wechselhaften Positionen zu Schwangerschaftsabbrüchen und Appellen an die im Wahlbezirk stark vertretenen vietnamesischstämmigen Amerikaner.

### Ausschüsse
Sie ist aktuell Mitglied in folgenden Ausschüssen des Repräsentantenhauses:
- Committee on Education and the Workforce
  - Early Childhood, Elementary, and Secondary Education
  - Health, Employment, Labor, and Pensions
- Committee on Ways and Means
  - Health
  - Work and Welfare
- Select Committee on the Strategic Competition Between the United States and the Chinese Communist Party